# Anoplognathus aureus
Anoplognathus aureus är en skalbaggsart som beskrevs av Waterhouse 1889. Anoplognathus aureus ingår i släktet Anoplognathus och familjen Rutelidae. Inga underarter finns listade i Catalogue of Life.